# Ingo ohne Flamingo
Ingo ohne Flamingo ist das Pseudonym eines deutschen Partyschlagersängers, der zwischen 2017 und 2018 durch die Single Saufen – morgens, mittags, abends sowie durch sein Auftreten mit Entenmaske und Flamingo-Anzug Bekanntheit erlangte.

## Karriere
Am 23. März 2017 veröffentlichte Ingo ohne Flamingo über „UR-Music“ und somit durch Eigenvertrieb das Lied Saufen – morgens, mittags, abends. Zwischen April und Mai 2017 erschienen daraufhin auf seinem YouTube-Kanal Ausschnitte des offiziellen Musikvideos. Noch vor Release der Vollversion veröffentlichte er auf YouTube das Musikvideo seiner nächsten Single Hartz 4 und der Tag gehört dir. Am 9. September 2017 erschien schlussendlich das gesamte Musikvideo zu Saufen – morgens, mittags, abends, zeitgleich war der Track Teil mehrerer Kompilationen.
Im Laufe des Herbstes erhielt Saufen – morgens, mittags, abends viel Aufmerksamkeit auf mehreren Social-Media-Plattformen, wozu insbesondere sein Markenzeichen, eine Entenmaske und ein Flamingo-Anzug beitrug. Mehrere Bookings in verschiedenen Clubs erfolgten und die Download- und Streaming-Zahlen erhöhten sich. Im Dezember 2017 erreichte das Lied erstmals eine Single-Chartplatzierung in Deutschland.
Aufgrund der anstehenden Karneval-Saison wurde ein Re-Release des Liedes für den 26. Januar 2018 in Angriff genommen. Dieses erfolgte auf „Hitmix-Music“ einem „Sony-Music“-Sublabel für Stimmungsmusik. So erschien der Track mit drei weiteren Versionen als EP. Des Weiteren wurde das Release eines 2018er-Remix’, einer Version in niederländischer Sprache mit Kalibah sowie einer englischsprachigen Version unter dem Titel Boozing als Einzeltrack verfügbar gemacht.
Ebenfalls am 26. Januar 2018 veröffentlichte Ingo ohne Flamingo auf „Hitmix Music“ das ursprüngliche Saufen-morgens,-mittags,-abends-Follow-Up Hartz 4 und der Tag gehört dir sowie auch die Single Wir sind immer dabei.
Am 12. Februar 2018 bekam der Song Saufen – morgens, mittags, abends von GfK Entertainment den Titel Faschingshit 2018 zuerkannt. Er war im Auswertungszeitraum vom 9. bis 11. Februar das meistverkaufte und -gestreamte Karnevalslied. In der sich anschließenden Chartwoche konnte das Lied mit Platz 28 eine neue Höchstposition erreichen. Der Komponist Simon Mack arrangierte das Stück 2021 als Barock-Arie, die ein YouTube-Hit wurde.
Im Juni 2018 nahm er zusammen mit Partysänger Ikke Hüftgold das Duett Schon wieder besoffen auf.
Im Jahr 2022 bekam der Song Saufen – morgens, mittags, abends Platin für 400.000 verkaufte Einheiten.

## Diskografie

### Alben
- 2018: Saufen morgens, mittags, abends – Die Party
- 2020: Ingo ohne Flamingo – Live

### Singles
- 2017: Saufen morgens, mittags, abends
- 2018: Saufen – morgens, mittags, abends (Remix 2018)
- 2018: Zuipen, s’morgens, s’middags, s’avonds (auf Niederländisch, mit Kalibah)
- 2018: Boozing
- 2018: Hartz 4 und der Tag gehört dir
- 2018: Wir sind immer dabei
- 2018: Wir sind immer dabei (Stadion-Version)
- 2018: Schon wieder besoffen (mit Ikke Hüftgold)
- 2018: Leichtigkeit
- 2018: Ingo’s Weihnachtslied
- 2019: Cocktail
- 2019: Ingo For Future
- 2020: Weiter saufen
- 2020: Jeder Tag ist ein Geschenk
- 2020: Jedes Bierchen macht mich glücklich
- 2021: Saufen morgens mittags abends – die russische Version
- 2021: Ingos Geburtstagslied
- 2021: Hauptsache Papa
- 2021: Saufen Sommermix 2021
- 2021: Saufen morgens mittags abends (Metal Version)
- 2022: Woran hat es gelegen
- 2022: Für immer Freunde (feat. DJ Eisbär)
- 2022: Der Zug hat keine Bremse (Ingostyle)
- 2022: Winken und trinken (mit Klaus und Klaus)
- 2023: Ich will Fritten (feat. Micaela Schäfer)
- 2023: Hey Ole Ole
- 2023: Zur Party (mit DJ Chris Caramello)
- 2023: Den Habicht nicht gesehen
- 2023: Lange wach (feat. Doktor Light)
- 2023: Fröhliche Weihnacht überall
- 2024: Nur mit Bier
- 2024: Saufen statt laufen
- 2024: Aber ich lieb das
- 2025: Der Bär macht leer

### Auszeichnungen für Musikverkäufe
Anmerkung: Auszeichnungen in Ländern aus den Charttabellen bzw. Chartboxen sind in ebendiesen zu finden.
| Land/RegionAuszeichnungen für Musikverkäufe (Land/Region, Auszeichnungen, Verkäufe, Quellen) | Gold | Platin  | Verkäufe | Quellen           |
| -------------------------------------------------------------------------------------------- | ---- | ------- | -------- | ----------------- |
| Deutschland (BVMI)                                                                           | —    | Platin1 | 400.000  | musikindustrie.de |
| Insgesamt                                                                                    | —    | Platin1 |          |                   |

## Auszeichnungen
- 2018: Ballermann-Award in der Kategorie „Newcomer“[5]
- 2019: Ballermann-Award in der Kategorie „Video Award“[6]
- 2020: Ballermann-Award[7]